# Signe Marie Stray Ryssdal
Signe Marie Stray Ryssdal, née le 22 juillet 1924 à Tromøy et morte le 18 mai 2019, est une femme politique norvégienne membre du parti Venstre.

## Biographie
Née en 1924, elle est la fille des avocats de la Cour suprême Christian Stray (en) (1894-1981) et Sigrid Stray (no) (1893-1978). Après un diplôme d'art obtenu à Arendal en 1943, elle entre à l'université d'Oslo lors de sa réouverture après la guerre pour étudier le droit. Diplômée en 1948, elle passe un été au palais de la Paix à La Haye pour étudier le droit international privé. Dans les années 1950, elle devient juge-adjointe à Kragerø et Steigen, première femme à obtenir un tel poste en Norvège.
Après avoir quitté ce poste en 1956, elle ouvre son propre cabinet d'avocat à Oslo puis est nommée à la Cour suprême de Norvège en 1960 — elle est la troisième femme à y siéger. Après dix ans en tant qu'assistante sociale (1972-1983), Signe Ryssdal devient gouverneure du comté d'Aust-Agder de 1983 à 1994. Dans le même temps, elle siège au conseil municipal d'Oslo de 1968 à 1972, où elle est la première femme à occuper ce poste.
De 1965 à 1973, elle est représentante adjointe au Storting pour la 3e circonscription d'Oslo.
Très engagée pour les droits des femmes, elle plaide pour l'indépendance financière des femmes dès 1966 et siège dans plusieurs conseils d'administration dont celui de la Norske Kvinners Nasjonalråd (no). Elle se bat également pour la création de crèches.
Elle meurt le 18 mai 2019 à Arendal à l'âge de 94 ans.

## Publications
- (no) Familien – glemt i politikken? [« La famille - oubliée en politique ? »], 1967
- (no) Legers og tannlegers rettigheter og plikter [« Droits et devoirs des médecins et dentistes »], 1975
- (no) Politi og påtalemyndighet. Arbeids- og ansvarsfordeling [« Police et procureurs. Division du travail et des responsabilités »], 1988